# 東屋めめ
東屋 めめ（ひがしや めめ、4月15日 - ）は、日本の漫画家。愛媛県出身。女性。代表作は『リコーダーとランドセル』。2022年現在、主に竹書房および双葉社にて4コマ漫画を執筆している。

## 来歴
広告デザインのかたわら、竹書房などへの投稿を続け、第12回竹書房漫画新人賞で奨励賞を受ける。2006年、『まんがライフオリジナル』（竹書房）6月号掲載の「ご契約ください!」でデビュー。2008年、『まんがくらぶオリジナル』（同）2月号より『リコーダーとランドセル』の連載を開始。同作品が2012年1月、同年4月、2013年7月と複数回テレビアニメ化を果たす。
2013年、『まんがタウン』（双葉社）2月号より、戦国時代の姫と男子高校生を描く『押しかけ時姫』の連載を開始。2016年3月、『まんがタイムオリジナル』（芳文社）5月号より絵画教室の先生と下宿している女の子を描く『コスプレ先生の絵画教室』の連載を開始。同年5月、『まんがタウン』6月号より商店を舞台とした夫婦コメディ『ほぼほぼ商店』の連載を開始し、2018年には同誌2月号より価値観がすれている女子大生を描く『小春さん、ずれてない？』を連載。

## 作品リスト

### 漫画作品
- ご契約ください!（『まんがライフオリジナル』2006年6月号、11月号 - 2011年4月号、竹書房、全3巻）
- リコーダーとランドセル（『まんがくらぶオリジナル』2008年2月号 - 2014年12月号（休刊号[12]）→『まんがくらぶ』2015年2月号[13] - 2020年5月号→『まんがライフ』2020年6月号 - 2022年9月号[14]、『まんがライフオリジナル』2011年5月号 - 連載中、『まんがライフSTORIA』Vol.1[15] - 、竹書房、既刊22巻）
- まぐ♠ばぐ（『まんがライフMOMO』、竹書房） - 奇数月連載
- くまロボ兄さん（『まんがライフWIN』2009年4月27日[16] - 、ライブドア・竹書房） - ゲストシリーズ[16]
- 突撃奉仕 暴ランティア部（『まんがライフWIN』[17]、ライブドア・竹書房、全3巻）
- すいーとるーむ?（『まんがタイム』2007年1月号 - 2013年3月号、芳文社、全6巻）
- 秘書の仕事じゃありません（『まんがタイム』[18]2013年5月号 - 2018年2月号[19]、芳文社、全4巻）
- L16（『まんがタイムオリジナル』2006年3月号、4月号 - 2010年1月号、芳文社、全2巻）
- 満開! Sister（『まんがタイムオリジナル』2010年4月号 - 2015年2月号、芳文社、全4巻）
- 偽装男子（『まんがタウン』2010年8月号、12月号ゲスト、2011年6月号 - 2012年12月号、双葉社、全1巻）
- 押しかけ時姫（『まんがタウン』2013年2月号[8] - 2016年3月号、双葉社、全2巻）
- 疑似親子四コマ - 東屋のホームページに掲載、加筆修正の上竹書房より単行本化[20]。『まんがライフセレクションむんこスペシャル』ゲスト掲載[21]。
- コスプレ先生の絵画教室（『まんがタイムオリジナル』2016年5月号[9] - 2019年1月号、芳文社、既刊1巻）
- ほぼほぼ商店（『まんがタウン』2016年6月号[10] - 2017年10月号[22]、双葉社、全1巻）
- 小春さん、ずれてない？（『まんがタウン』2018年2月号[11] - 2019年、双葉社、全1巻）
- ハニトラなんか怖くない！（『まんがタイム』2018年6月号 - 2020年12月号[23]、芳文社）
- あの世で猫になる（『月刊まんがタウン』2020年10月号、2021年3月号 - 5月号、2022年1月号 - 2024年1月号[24]、双葉社） - ゲスト→シリーズ連載
- しまなみぽたぽた（『まんがライフWIN』2022年5月21日[25] - 、『まんがライフオリジナル』2023年3月号[26] - （ゲスト）、既刊3巻）
  - しまなみぽたぽた 瀬戸内チャリ散歩（『まんがライフオリジナル』2024年10月号[27]）

### アンソロジー
- 『ムダヅモ無き第二次改革 アンソロジーコミック』（2010年12月7日発売[28]、竹書房） - イラスト[28]

### その他
- 『有閑みわさん』トリビュート（『有閑みわさん』第5巻収録[29]）
- 『おとぼけ課長』トリビュート漫画（『まんがタイム』2011年6月号[30]）
- 『まんがタイムオリジナル』30周年企画（『まんがタイムオリジナル』2012年8月号[31]） - イラストレター寄稿[31]
- 『せんせいのお時間』第12巻特装版小冊子（2013年7月発売[32]） - メッセージとイラスト[32]
- 『まんがタイム』創刊400号（『まんがタイム』2014年2月号[33]） - コメント寄稿[33]
- ライオリコレクション〜トリビュートSP〜（『まんがライフオリジナル』2015年4月号特別企画[34]） - 『ゆにいる』のトリビュート掲載[34]
- トリビュート of ぼのぼの（『まんがくらぶ』2015年8月号[35]） - 『ぼのぼの』4コマ掲載[35]、『まんがライフセレクションぼのぼの増刊号』に再掲[36]。
- 夏の4コマ〜キャラ祭り〜（『まんがタイム』2016年8月号[37]） - 「4コマデビューを振り返る」内容のエッセイ[37]
- 『ばつ×いち』の「喫茶店の新しい制服をゲスト作家が考える企画」[38]（『まんがライフセレクションおーはしるいスペシャル』[38]、2016年） - 描きおろしイラスト寄稿[38]
- 私の修羅場めし（『まんがタウン』2022年7月号） - コミックエッセイ
- 私の好きなパン（『まんがタウン』2023年11月号[39]） - コミックエッセイ[39]